# Braunschweigische Bank

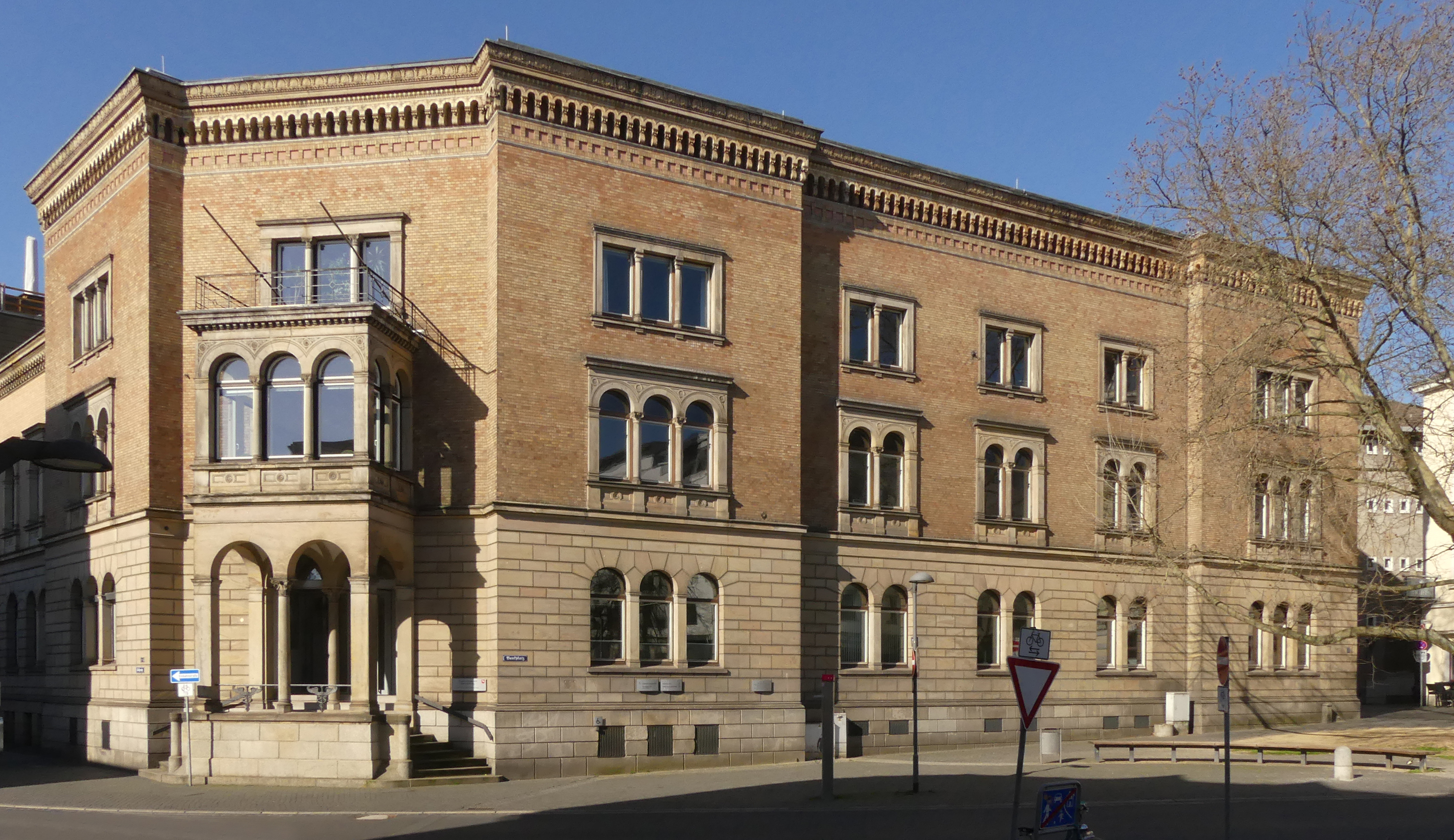
Ehemaliger Sitz der Bank am Bankplatz 6

Die Braunschweigische Bank war ein Kreditinstitut in der Rechtsform einer Aktiengesellschaft mit Sitz in Braunschweig. Sie wurde 1852 gegründet und ging 1929 durch Fusion in der Commerzbank auf.

## Geschichte

Herzog Wilhelm von Braunschweig

Der Braunschweiger Herzog Wilhelm genehmigte 1853 „auf Ansuchen des Kaufmanns-Vereins hieselbst“ die Gründung der Bank. Als Zweck werden in der Genehmigungsurkunde die Belebung des Geldverkehrs, die Hebung des Handels und der Fabriktätigkeit sowie des Ackerbaus und der Gewerbe genannt. Voraussetzung für die Aufnahme des Geschäftsbetriebs war die Zeichnung eines Aktienkapitals von 2 Millionen Talern, von denen 20 % eingezahlt sein mussten. Die Braunschweigische Regierung veranlasste, dass die Herzogliche Leihhaus-Anstalt, die spätere Braunschweigische Staatsbank, sich mit 500.000 Talern am Grundkapital beteiligte. Auch das Berliner Bankhaus Mendelssohn & Co. war an der Gründung beteiligt. Organe der Gesellschaft waren der Verwaltungsrat, die Direktion und die Generalversammlung. Darüber hinaus gab es einen Regierungs-Commissarius, durch den die Herzogliche Landesregierung „die fortwährende Aufsicht über die Bank“ ausübte. 1853 baute Friedrich Louis Simon als Sitz des Instituts am Bankplatz 6 in Braunschweig einen Backsteinbau im Rundbogenstil Schinkelscher Prägung. Im Gebäude befindet sich heute das Oberlandesgericht Braunschweig.

### Notenbankprivileg
Die Braunschweigische Bank war – ähnlich wie die 1856 gegründete Hannoversche Bank – eine Zettel- oder Privatnotenbank mit dem Recht zur Ausgabe eigener Banknoten. Deren Umlauf stieg von 1854 bis 1874 von rund 1,2 Millionen auf rund 4,5 Millionen Taler. Mit der Reichsgründung 1871 verloren die Gliedstaaten des Reiches ihr Gesetzgebungsrecht für das Geldwesen. Die bestehenden Notenbanken behielten das Recht, Banknoten in einem Umfang herauszugeben, der in der Anlage zu § 9 des Bankgesetzes vom 14. März 1875 festgesetzt war. Für die Braunschweigische Bank war ein Höchstbetrag von Banknoten im Wert von 2.829.000 Mark vorgesehen (zum Vergleich: Reichsbank 250 Millionen Mark). Der Umlauf, der im Jahre 1874 noch 4,5 Millionen Taler (= 13,5 Millionen Mark) betragen hatte, wurde somit drastisch gekürzt. Das Notenprivileg wurde ferner dadurch eingeschränkt, dass die Noten nicht mehr außerhalb des Herzogtums Braunschweig zur Zahlung verwendet werden durften (§ 43 des Bankgesetzes). Darüber hinaus nahm beispielsweise die Reichspost die Noten nicht an, die Reichsbank diskontierte Wechsel nicht und zog auch keine Wechsel ein, die das Giro der Braunschweigischen Bank enthielten. Das ursprünglich auf 99 Jahre verliehene Notenprivileg erlosch 1906 durch Verzicht der Bank.

### Niederlassungen und Beteiligungen
Bereits 1856 errichtete die Bank Filialen in Bremen und Hamburg, erstere wurde 1863, letztere 1866 aufgelöst. Im selben Jahr erwarb die Bank eine Beteiligung an der Ed. Frege & Co. KG in Hamburg. 1871 gründete sie die Braunschweigische Creditanstalt, um Kreditgeschäfte betreiben zu können, was ihr als Notenbank nicht gestattet war. 1905 fusionierte sie mit dieser Tochtergesellschaft und firmierte seitdem als Braunschweigische Bank und Kreditanstalt AG. 1925 erwarb die Braunschweigische Staatsbank die Aktienmehrheit an der Braunschweigischen Bank von der Allgemeinen Deutschen Credit-Anstalt (ADCA). Die Bank erwies sich allerdings als Sanierungsfall. Auf Betreiben ihres Großaktionärs, der Staatsbank, musste sie solche Filialen schließen, die denen der Muttergesellschaft Konkurrenz machten. Durch den Verkauf an die Commerzbank, die die rechtliche Eigenständigkeit der Braunschweigischen Bank beendete, blieb die einzigartige Stellung der Staatsbank im Freistaat Braunschweig erhalten. Den größten Teil des Verkaufserlöses investierte die Staatsbank in den Erwerb der Aktienmehrheit an der Braunschweig-Hannoverschen Hypothekenbank.